# O Gud, giv oss din Andes nåd
O Gud, giv oss din Andes nåd är en psalm som 1921 uppgavs vara av okänd tysk författare från 1600-talet utan angiven översättare, men som i 1937 års psalmbok är identifierad som ett verk av Samuel Zehner från 1636, möjligen i översättning av Johan Tolpo 1720.
Melodin är en tonsättning ur Ain schöns newes Christlichs Lyed från 1530 som förändrades något inför publiceringen i 1697 års koralbok, och samma melodi som till den samtida O Herre Gud barmhärtig var (1921 nr 579) och den äldre psalmen Kom, Helge Ande, till mig in (1819 nr 138, 1986 nr 364) vars melodi är angiven vara nedtecknad i Nürnberg 1534 och sannolikt samma som till psalmen Du folk av ädla fäders stam.

## Publicerad som
- Nr 580 i Nya psalmer 1921, tillägget till 1819 års psalmbok under rubriken "Det Kristliga Troslivet: Troslivet hos den enskilda människan: Bättring och omvändelse".
- Nr 272 i 1937 års psalmbok under rubriken "Bättring och omvändelse".